# Llei Le Chapelier
La Llei Le Chapelier promulgada a França el 14 de juny de 1791 instaura la llibertat d'empresa i proscriu les associacions i corporacions gremials de tota mena.
La llei, promulgada Revolució francesa prengué el nom de l'advocat bretó Isaac Le Chapelier, que havia presidit la sessió de l'Assemblea Nacional del 4 d'agost de 1789 en la qual es va decretar l'abolició del feudalisme, i havia participat en la creació del Club dels Amics de la Constitució, anomenat dels Jacobins). És reconeguda pel seu efecte de prohibir la llibertat d'associació.

## Antecedents
El decret d'Allarde de 2 i 17 de març de 1791 abolia els gremis i contribuïa, també, a establir la llibertat d'exercir una activitat professional afirmant el principi que "Tota persona serà lliure d'exercir qualsevol negoci, professió, art o ofici que estimi convenient".

## Contingut
Aquesta llei va ser aprovada en el context de la desaparició de l'Antic règim a França i de les corporacions que el constituïen, tant els ordres privilegiats com els gremis, i que impedien el lliure exercici professional, i expressa el compromís amb una forma primitiva i contradictòria de liberalisme econòmic .
| « | Art. 1El desmantellament de tota mena de corporacions de ciutadans del mateix ofici i professió és una de les bases fonamentals de la Constitució Francesa, i es prohibeix totalment tornar a crear-sota qualsevol forma. Art. 2Els ciutadans del mateix ofici o professió, empresaris, comerciants, artesans, obrers i artesans de qualsevol ram, no poden, quan estan junts, nomenar president, secretari o síndic, portar registres, promulgar estatuts o ordenances ni prendre decisions, ni imposar normes en el seu interès comú. | » |

## Derogació
La Llei Le Chapelier va ser derogada el 25 de maig de 1864 per la Llei Ollivier que abolia el delicte d'associació.